# Orelská pouť na Svatém Hostýně (1948)
Orelská pouť na Svatém Hostýně 1948, jež se konala v dnech 28. a 29. srpna, byla poslední velkou akcí katolické sportovní organizace Orel před jejím rozpuštěním v roce 1950 (již před poutí v únoru 1948 byla ovšem Orlu komunistickými orgány zakázána činnost). Poutě se zúčastnilo přibližně 100-120 tisíc účastníků a přerostla tak v jednu z největších protikomunistických demonstrací za celou existenci československého komunistického režimu.

## Průběh
Tradice orelských poutí na Hostýn spojená s mariánským kultem trvala od roku 1930. Každoročně se konaly druhou neděli po svátku Nanebevzetí Panny Marie, tedy po 15. srpnu. Pouť roku 1948 byla organizátory připravována již od listopadu předchozího roku. Kvůli napjaté atmosféře po násilnému sjednocování tělovýchovných spolků v rámci Sokola, ke kterému bylo režimem přikročeno krátce po Únoru 1948, však byla pouť v roce 1948 raději svolána ne jako orelská, ale jako jubilejní, k 25. výročí úmrtí bývalého olomouckého arcibiskupa Antonína Cyrila Stojana. Organizátoři, kteří pro účastníky vypravili 5 zvláštních vlaků a 250 autobusů, doufali, že se účastníci nenechají vyprovokovat k politickým projevům, které by byly komunisty zneužity k dalšímu omezení spolku a jeho členů. 
Pouti konané v neděli 29. srpna 1948 se podle organizátorů zúčastnilo přes 100 000 věřících. Hlavní nedělní mši celebroval olomoucký světící biskup, Stanislav Zela. Orli a jejich podporovatelé přes naléhání funkcionářů již od sobotního večera provolávali hesla vyzývající k obnově samostatného spolku a skandovali jména internovaného předsedy Československé strany lidové Jana Šrámka a bývalého prezidenta Edvarda Beneše.

## Důsledky
Právě v reakci na hostýnskou pouť byla urychlena již započatá likvidace spolku. Proti jeho vrcholným představitelům, organizátorům, některým účastníkům pouti a řadovým členům byla uspořádána série vykonstruovaných tzv. orelských procesů, v nichž bylo v letech 1948–1953 odsouzeno na 200 osob. Další členové spolku byli posláni bez soudu do pomocných technických praporů nebo táborů nucených prací při uranových dolech.[zdroj⁠?!]